# John Henry Schaffner
Pour les articles homonymes, voir Schaffner.
John Henry Schaffner (8 juillet 1866 - 27 janvier 1939) est un botaniste américain, professeur à l'Université d'État de l'Ohio. Il est né dans le Comté de Marion (Ohio). 

## Biographie
Il a contribué à l'évolution du diagramme floral, une invention attribuée à August Wilhelm Eichler dont l'énorme ouvrage Blüthendiagramme édité en 1875 et 1878 demeure une riche source d'informations concernant la morphologie florale.
Schaffner est le découvreur de la division réductionnelle chez les plantes.